# Geneviève Bujold
Geneviève Bujold (ejtsd Zseneviev Büzsold) (Montréal, 1942. július 1.–) Golden Globe-díjas kanadai színésznő. Jelentős filmszerepe volt 1969-ben az Anna ezer napja című Oscar-díjas filmben alakított Boleyn Anna angol királyné.

## Életpályája
Szülei: Firmin Bujold és Laurette Cavanagh. Tanulmányait a Montréali Drámakonzervatóriumban végezte el, ahol J. Valcour tanítványa volt. Eleinte Montréalban színházi jegyszedő, majd színpadi színész volt. A Rideau Vert együttes meghívta Beaumarchais Sevillai borbélyának női főszerepére 1962-ben. A bemutatkozás után a társulat szerződtette, és egy év múlva a párizsi Odéon Színház színpadán lépett fel.

## Munkássága
1965-ben megkapta élete első nagy filmjét Alain Resnais filmjében, amely A háborúnak vége címet viselte; itt Ingrid Thulin mellett Yves Montand volt a partnere. Louis Malle és Philippe de Broca révén újabb feladatokhoz jutott. 1969-ben Richard Burton partnereként Boleyn Annát formálta meg. Sokat ígérő személyiség. Férje három filmjében szerepelt: Isabel (1968), The Act of the Heart (1970) és a Journey (1972). 1974-ben a Földrengés című katasztrófa-filmben Charlton Heston, 1976-ban a Kalózok Jamaicában Robert Shaw társa volt. Az ezt követő években látható volt a Megszállottság (1976) című filmben Cliff Robertsonnal, az Egy másik férfi és egy másik nőben (1977) James Caan társaságában, a Kómában (1978) Michael Douglas társaként, a Monsignorban (1982) Christopher Reeve mellett, és a Kötéltáncban (1984) Clint Eastwooddal. Az 1980-as években Alan Rudolph rendező barátja lett, akinek három filmjében is látható volt: Válassz engem (1984), Trouble in Mind (1985) és A modernek (1988). A Két test, egy lélek (1988) című filmben Jeremy Irons partnereként volt látható.
1994-ben megkapta Janeway kapitány szerepét a Star Trek: Voyager tévésorozatban, azonban másfél nap után otthagyta a forgatást, így végül Kate Mulgrew vette át tőle a szerepet.

## Magánélete
1967–1973 között Paul Almond (1931) filmrendező volt a férje. Egy gyermekük született, Matthew James.

## Színházi szerepei
- A sevillai borbély
- Szentivánéji álom

## Filmjei
- Mulató a Montmartre-on (1954)
- Szívkirály (1966)
- A háborúnak vége (1966)
- Tenger és édesvíz között (1967)
- A párizsi tolvaj (1967)
- Isabel (1968)
- Anna ezer napja (1969)
- The Act of the Heart (1970)
- Marie-Christine (1970)
- A trójai nők (The Trojan Women) (1971)
- Journey (1972)
- Földrengés (1974)
- Javíthatatlan (1975)
- Kalózok Jamaicában (1976)
- Megszállottság (1976)
- Alex és a cigánylány (1976)
- Egy másik férfi és egy másik nő (1977)
- Kóma (1978)
- Törvényes gyilkosság (1979)
- Utolsó repülés Noé bárkáján/Kalandok égen és vízen (1980)
- Monsignor (1982)
- Kötéltánc (1984)
- Válassz engem (1984)
- Trouble in Mind (1985)
- A modernek (1988)
- Két test, egy lélek (1988)
- A modernek (1988)
- Névházasság (1989)
- Vörös föld, fehér föld (Red Earth, White Earth) (1989)
- Micsoda éjszaka! (1992)
- A tánc folytatódik (1992)
- A malpasói férfi (1993)
- Pinokkió (1996)
- Irányított halál (1996)
- Jackie O őrült szenvedélye (1997)
- Később megköszönheted (You Can Thank Me Later) (1998)
- Az utolsó éjszaka (1998)
- A tanú szeme (1999)
- Gyilkosság a könyvvásáron (The Bookfair Murders) (2000)
- A szívem gyermekei (Children of My Heart) (2000)
- Őrült vágy (2002)
- A Jerikó bérház titka (2003)
- Titkok háza (2005)
- A szeszcsempész meg a fia (2006)
- The Trotsky (2009)
- Northern Borders (2013)
- Two Girls (2018)

## Díjai
- Suzanne Bianchetti-díj (1966)
- Kanadai filmdíj (1968, 1970, 1973)
- Golden Globe-díj a legjobb női főszereplőnek – filmdráma (1970) Anna ezer napja
- Sant Jordi-díj – Legjobb külföldi színésznő (1971) Anna ezer napja
- Genie-díj (1980) Törvényes gyilkosság
- a Los Angeles-i filmkritikusok díja (1988) Két test, egy lélek
- Gémeaux-díj (1990)
- queensi életműdíj (2003)

## Fordítás
- Ez a szócikk részben vagy egészben  a   Genevieve Bujold című angol Wikipédia-szócikk fordításán alapul.  Az eredeti cikk szerkesztőit annak laptörténete sorolja fel. Ez a jelzés csupán a megfogalmazás eredetét és a szerzői jogokat jelzi, nem szolgál a cikkben szereplő információk forrásmegjelöléseként.